# Irvine (Kalifornien)
Irvine ist eine Universitätsstadt im kalifornischen Orange County (USA). Sie wurde in den 1960er Jahren von einem privaten Unternehmen, der Irvine Company, geplant und aufgebaut. Die Stadt ist insbesondere für eine Universität bekannt.
Es gibt mehr als 307.000 Einwohner. Die rasch wachsende, wohlhabende Stadt ist auch außerhalb der USA für ihre High Schools und ihre Universitäten bekannt. Sie gilt laut FBI als die sicherste Großstadt der USA, da sie die niedrigste Kriminalitätsrate vorzuweisen hat.

## Geografie
Die Stadt ist eine principal city der Los Angeles–Long Beach–Anaheim, CA Metropolitan Statistical Area, die Teil der Greater Los Angeles Area ist. Irvine liegt rund 60 Kilometer südöstlich von Los Angeles. Die Entfernung zur Pazifikküste beträgt weniger als zehn Kilometer. Im Nordosten der Stadt liegt der Stausee Irvine Lake.

## Geschichte
Das Indianervolk der Gabrieleño bewohnte das Gebiet vor 2000 Jahren. Der spanische Forscher Gaspar de Portolà erreichte die Region im Jahre 1769, was zur Gründung von Forts, Missionen und zur Schaffung von Rinderherden führte. Der König von Spanien, später der Vizekönig von Mexiko, vergab Land an Missionen und als Privatbesitz.
Drei mexikanische Konzessionen bildeten das Grundstück, das später zur Irvine Ranch wurde: die Rancho Santiago de Santa Ana, Rancho San Joaquin und Rancho Lomas de Santiago. 1864, Kalifornien gehörte inzwischen zu den USA, verkaufte Jose Andres Sepulveda, der Besitzer der Rancho San Joaquin, für 18.000 Dollar 50.000 Acres (200 km²) an Benjamin und Thomas Flint, Llewellyn Bixby und James Irvine. Er wollte so seine wegen einer Trockenperiode entstandenen Schulden begleichen. Irvine kaufte später die Anteile der anderen; daher wurde später auch die Bahnstation in der Gegend nach ihm bzw. seiner Ranch benannt.
Als sich Los Angeles Anfang der 1960er-Jahre in Richtung Süden enorm ausdehnte, verkauften die Besitzer der Irvine Ranch ihr Land an die Irvine Company, die mit der Planung einer kompletten Stadt, einschließlich einer Universität, beauftragt wurde. Der Stadtplan der Stadt Irvine wurde von dem Architekten William Pereira aus Los Angeles entworfen. Die Bauzeit betrug beinahe zehn Jahre; 1971 vergab man offiziell die Stadtrechte. Der Ort wuchs anschließend rasch.
Im Jahr 2005 zählte Irvine zum ersten Mal mehr als 180.000 Einwohner. Da der Bevölkerungs- und Wirtschaftszuwachs von Irvine bis heute anhält, sind neue Stadtteile bereits in Planung. Am 1. Juli 2015 lebten 256.927 Einwohner in der Stadt (Schätzung). Beim Census 2010 waren es noch 212.375 Einwohner gewesen.

## Stadtgliederung
Alle Stadtteile Irvines wurden von der Irvine Company genaustens geplant, um nach eigenen Angaben „eine schöne, friedfertige und gut funktionierende Stadt zu schaffen“.
Irvine setzt sich aus folgenden Stadtteilen zusammen, von denen sich einige im Bau bzw. in der Planung befinden (fett).
| - Orchard Hills (in Planung) - Portola Springs (2006–) - West Irvine (1995–1998) - Northwood (1971–2006) - Northpark (1998–2002) - Woodbury (2005–) - Woodbury East (in Planung) - College Park (1976–1999) - Walnut (1970–2004) - El Camino Real (1971–1979) | - Westpark (1985–1998) - Woodbridge (1975–1992) - Rancho San Joaquin (1974–1979) - Oak Creek (1998–2003) - University Park (1965–1975) - Quail Hill (2000–) - Turtle Rock (1968–1985) - Turtle Ridge (1999–) - Shady Canyon (2000–) - University Town Center (1985–1995) |

## Demografie
Nach der Volkszählung im Jahr 2000 lebten hier 143.072 Menschen in 51.199 Haushalten und 34.354 Familien. Die Bevölkerungsdichte betrug 1196 pro km². Es wurden 53.711 Wohneinheiten erfasst. Ethnisch betrachtet setzte sich die Bevölkerung zusammen aus 61,06 % weißer Bevölkerung, 1,45 % Afroamerikanern, 0,19 % amerikanischen Ureinwohnern, 29,83 % Asiaten, 1,14 % Bewohnern aus dem pazifischen Inselraum und 2,54 % aus anderen ethnischen Gruppen; 4,82 % gaben die Abstammung von mehreren Ethnien an. 7,37 % der Einwohner waren spanischer oder lateinamerikanischer Abstammung.
Von den 51.199 Haushalten hatten 36,0 % Kinder oder Jugendliche, die mit ihnen zusammen lebten. 53,8 % waren verheiratete, zusammenlebende Paare, 9,8 % waren allein erziehende Mütter und 32,9 % waren keine Familien. 22,8 % bestanden aus Singlehaushalten und in 5,0 % lebten Menschen im Alter von 65 Jahren oder darüber. Die durchschnittliche Haushaltsgröße betrug 2,70, die durchschnittliche Familiengröße 3,17 Personen.
Die Bevölkerung verteilte sich auf 23,5 % unter 18 Jahren, 14,4 % von 18 bis 24 Jahren, 32,3 % von 25 bis 44 Jahren, 22,6 % von 45 bis 64 Jahren und 7,2 % von 65 Jahren oder älter. Das durchschnittliche Alter (Median) betrug 33 Jahre. Auf 100 weibliche Personen kamen 93,8 männliche Personen und auf 100 Frauen im Alter von 18 Jahren oder darüber kamen 90,0 Männer.
Das jährliche Durchschnittseinkommen eines Haushalts (Median) betrug 98.923 US-$, das Durchschnittseinkommen einer Familie 111.455 $. Männer hatten ein Durchschnittseinkommen von 64.189 $, Frauen 41.810 $. Das Pro-Kopf-Einkommen betrug 32.196 $. Unter der Armutsgrenze lebten 5,0 % der Familien und 9,1 % der Einwohner, darunter 6,1 % der Einwohner unter 18 Jahren und 5,6 % der Einwohner im Alter von 65 Jahren oder älter.

## Bildung
In Irvine befindet sich der Campus der University of California, Irvine, der Alliant International University, sowie der Concordia University Irvine und des Irvine Valley College.

## Wirtschaft
Irvine ist der Sitz vieler IT-Unternehmen, die sich seit Mitte der neunziger Jahre hier niedergelassen haben. Diese befinden sich oftmals sogar direkt auf dem Campus der Universität.
Neben anderen haben folgende Firmen ihren Sitz in Irvine:
| - Allergan - Alteryx - BAX Global - Blizzard Entertainment - Broadcom - Conexant - Edwards Lifesciences - Epicor - GameSpy - Gateway, Inc. | - Golden State Foods - In-N-Out - Kia Motors America (in Zukunft) - Kofax - Linksys - MAI Systems - Meade Instruments Corporation - Spigen - Taco Bell - Toshiba America - Western Digital |  |

Auch die Firmensitze des Sportwagenherstellers Saleen und des Entwicklungsstudios für Computer-Rollenspiele Troika Games befanden sich in Irvine.

## Verkehr
In Irvine gibt es ein täglich verkehrendes kostenloses Bussystem (Irvine CONNECT).

## Städtepartnerschaften
Städtepartnerschaften gibt es mit folgenden Städten:
- Tsukuba, Japan, seit 1989
- Hermosillo, Mexiko, seit 1990
- Taoyuan, Republik China (Taiwan), seit 2000
- Seocho-gu (Stadtbezirk von Seoul), Südkorea, seit 2013

Eine Städtefreundschaft besteht mit
- Nowon-gu (Stadtbezirk von Seoul), Südkorea, seit 2008[7]

## Söhne und Töchter der Stadt
- Izabella Alvarez (* 2004), Schauspielerin und Synchronsprecherin
- Carson Branstine (* 2000), Tennisspielerin
- Caleb Chakravarthi (* 1999), Tennisspieler
- Tim Commerford (* 1968), Rock-Bassist
- Austin Daye (* 1988), Basketballspieler
- Will Ferrell (* 1967), Schauspieler
- Cory Kane (* 1997), chinesisch-US-amerikanischer Eishockeyspieler
- Angela Kang (* 1976), Fernsehproduzentin, Drehbuchautorin und Showrunnerin
- Adam Keefe (* 1970), Basketballspieler
- Dustin Kensrue (* 1980), Sänger, Songwriter und Gitarrist
- Ezra Klein (* 1984), politischer Kolumnist
- Nam Le (* 1980), Pokerspieler
- Catherine Leduc (* 1993), Tennisspielerin
- Jason Lezak (* 1975), Schwimmer
- Peter López (* 1981), peruanischer Taekwondoin
- Annie Mumolo (* 1973), Drehbuchautorin, Synchronsprecherin und Schauspielerin
- Amber Neben (* 1975), Radrennfahrerin
- Nicole Parker (* 1978), Schauspielerin und Musicaldarstellerin
- Aaron Peirsol (* 1983), Schwimmer
- TJ Shorts (* 1997), Basketballspieler
- Krystal Steal (* 1982), Pornodarstellerin
- C. J. Stretch (* 1989), Eishockeyspieler
- Learner Tien (* 2005), Tennisspieler
- Yeat (* 2000), Rapper, Singer-Songwriter und Musikproduzent

Die Post-Hardcore-Band Thrice wurde 1998 in Irvine gegründet.